# Toyosu

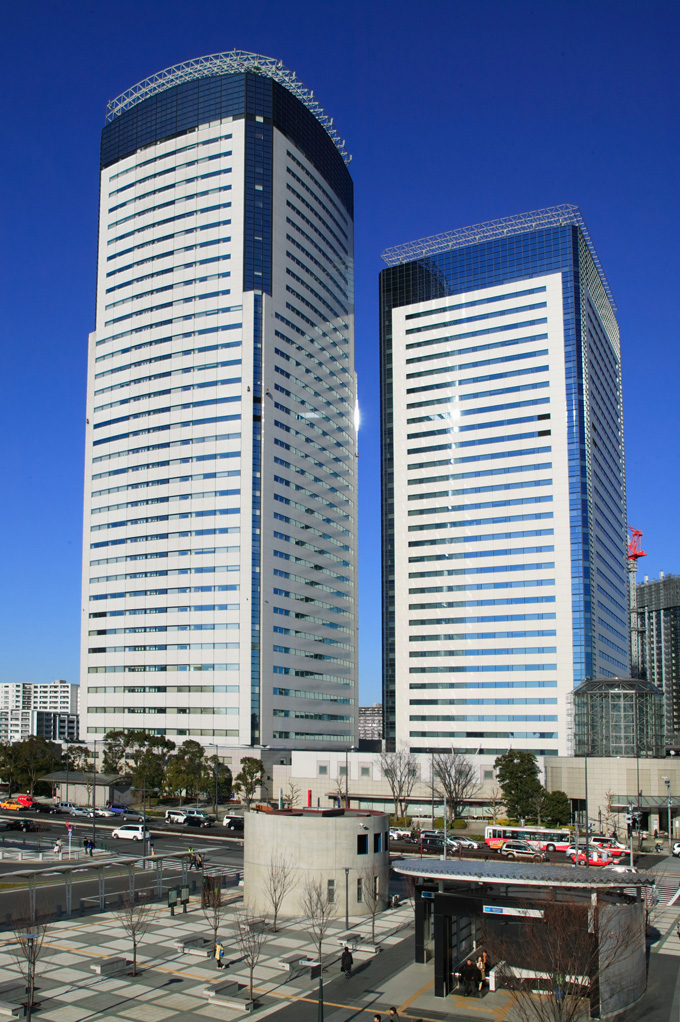
Toyosu Center Building y Anexo

Toyosu (豊洲?) es una área de Kōtō, Tokio. Sus subdivisiones constan de Toyosu 1, 2, 3, 4, 5, y 6 chome.

## Historia
El área de Toyosu fue creada en 1937 en un terreno controvertido. Toyosu fue levantado por un antiguo Gobernador de Tokio llamado Shintarō Ishihara para reubicar el mercado de pescado de Tsukiji, pero había un larga controversia sobre la viabilidad de este plan, debido fundamentalmente a la contaminación tóxica del área escogida. La inauguración de la nueva área de Toyosu tendrá lugar en noviembre de 2016, en los preparativos para la celebración de las Olimpiadas de verano de Tokio 2020. Hay un proyecto para conservar un mercado minorista, aproximadamente una cuarta parte de la operación actual, en Tsukiji.

## Transporte
- Toyosu Estación (Yurikamome y Tokyo Metro Yurakucho Línea)

## Compañías
- NTT Data
- IHI Corporation
- Nippon Unisys

## Centros comerciales
- Lalaport Toyosu[5]

## Condominios
- Ciudad de parque Toyosu
- El Toyosu Torre
- Torres de ciudad Toyosu